# Balatonmeer

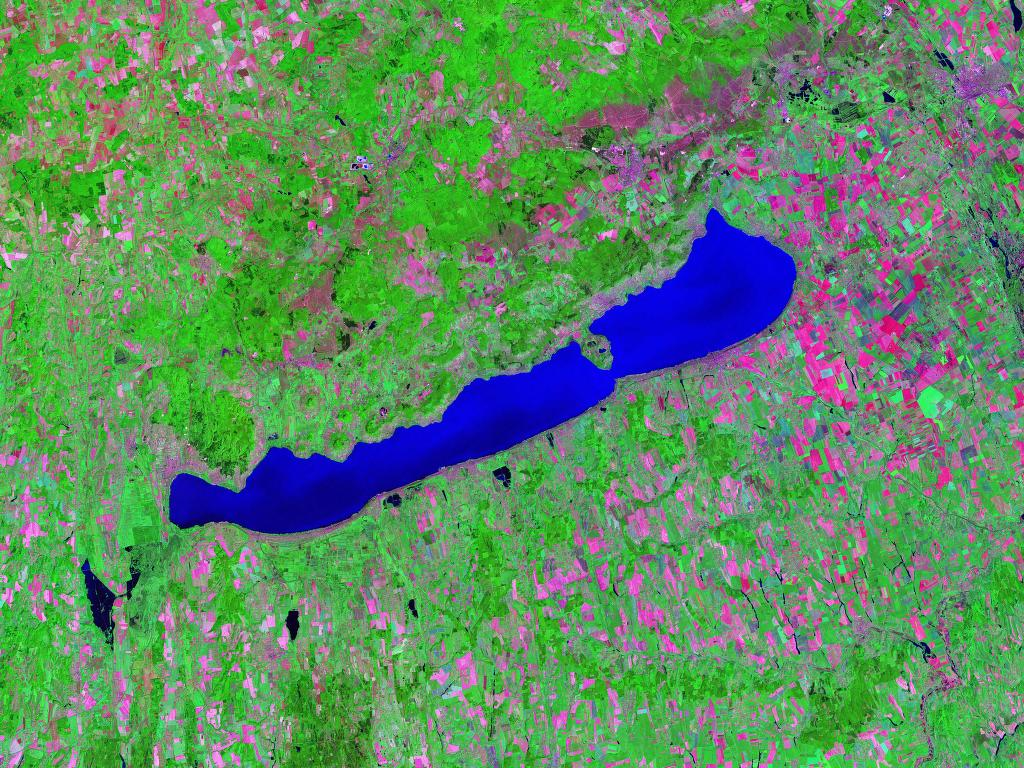
Satellietfoto gemaakt door Landsat

Het Balatonmeer (Hongaars: Balaton; Duits: Plattensee) is een meer in Hongarije. Met een oppervlakte van 592 km² is het het grootste meer van Midden-Europa.
Strikt genomen is de benaming Balatonmeer een pleonasme: de laatste lettergreep in de naam, to(n), betekent namelijk reeds 'meer'. De Hongaren hebben het dan ook over het Balaton of liefkozend A Balcsi.
Het meer ligt in het westen van Hongarije en heeft een langgerekte vorm: de lengte is 79 km, de grootste breedte vijftien km. De maximale diepte is twaalf meter, de gemiddelde diepte bedraagt echter slechts drie meter, waardoor het water 's zomers relatief warm wordt. Het meer is mede daardoor een van de belangrijkste toeristische trekpleisters van het land. In de zomermaanden worden er in diverse badplaatsen langeafstandzwemwedstrijden georganiseerd naar de tegenoverliggende oever. Het Balatonmeer beschikt over een eigen luchthaven in de zuidwesthoek van het meer bij Sármellék (Hévíz-Balaton Airport) waar chartervluchten uit bijvoorbeeld Duitse steden op aanvliegen. Langs de zuidoever ligt de autosnelweg M7 die het Balatonmeer met Boedapest en de Kroatische grens verbindt.
Het meer heeft in het door land omsloten Hongarije de bijnaam "de Hongaarse Zee". Iets ten oosten van het midden wordt het meer vrijwel in tweeën gedeeld door het schiereiland Tihany: de doorgang is aan de zuidkant 1,5 km breed. De voornaamste waterleverancier is de rivier de Zala. Het meer is een endoreïsch bekken en de enige waterafvoer vindt plaats via het kanaal Sió. Het water van het Balatonmeer is zoet en van goede kwaliteit.

## Oevers
De noordoever (beschermd als Nationaal park Balaton-hoogland) wordt gekenmerkt door wijnbouw op de basalthellingen van de uitgedoofde vulkanen. Het kuuroord Balatonfured geldt als de belangrijkste toeristenplaats van de noordoever. Verder is Keszthely een belangrijke bestemming aan de noordelijke oever van het meer.
Het verloop aan de zuidoever is gering en die wordt mede daarom door gezinnen met kinderen bezocht. Siófok is er de grootste badplaats.

## Schilders
Het Balatonmeer heeft  vele gezichten en heeft talloze schilders geïnspireerd, waarvan de belangrijkste volgens velen József Egry is. In Badacsony is een museum te vinden waar zijn belangrijkste werken hangen.

## Wijnbouw
De zuid- (Balatonlelle) en noordoever (Csopak - Badacsony - Zanka) lenen zich uitstekend voor wijnbouw. Een tiental druivenrassen gedijt op afwisselend rode aarde (Csopak), vruchtbare vallei (Scisco) en vulkanische ondergrond (Badacsony). Na de val van het communisme verdween het zware juk op de wijnboeren om massawijn te produceren voor eigen volk. De passie om wijnen van kwaliteit te maken is opgelaaid bij een aantal jonge wijnboeren die meestal goed geschoold zijn door verblijven in typische wijnlanden als Frankrijk en Italië. Hongarije als wijnland heeft goede klimatologische omstandigheden om een kwaliteitswijn te maken. 

## Steden en dorpen
NoordkustVan Oost naar West: Balatonfőkajár - Balatonakarattya - Balatonkenese - Balatonfűzfő - Balatonalmádi - Alsóörs - Paloznak - Csopak - Balatonfüred - Tihany - Aszófő - Örvényes - Balatonudvari - Fövenyes - Balatonakali - Zánka - Balatonszepezd - Szepezdfürdő - Révfülöp - Pálköve - Ábrahámhegy - Balatonrendes - Badacsonytomaj - Badacsonytördemic - Szigliget - Balatonederics - Balatongyörök - Vonyarcvashegy - Gyenesdiás - Keszthely
ZuidkustVan Oost naar West: Balatonakarattya - Balatonaliga - Balatonvilágos - Sóstó - Szabadifürdo - Siófok - Széplak - Zamárdi - Szántód - Balatonföldvár - Balatonszárszó - Balatonszemes - Balatonlelle - Balatonboglár - Fonyód - Bélatelep - Balatonfenyves - Balatonmáriafürdő - Balatonkeresztúr - Balatonberény - Fenékpuszta - Szólád